# Slaget ved Gettysburg
Slaget ved Gettysburg stod mellem den 1. og 3. juli 1863 under den amerikanske borgerkrig. Slaget blev udkæmpet ved den lille by Gettysburg i det sydøstlige Pennsylvania. Sydstatsgeneralen Robert E. Lee havde ført sin hær ind i nordstaten Pennsylvania for dels at true Unionens hovedstad Washington D.C. og dels at lette presset på Virginia, som to år inde i krigen havde lidt voldsomt under de to hæres manøvrer.
Slaget varede i tre dage og var det største i borgerkrigen målt på antallet af soldater og tabenes størrelse og regnes af mange historikere for det afgørende vendepunkt i krigen.
I slaget besejrede Unionens Army of the Potomac under generalmajor George G. Meade den konfødererede Army of Northern Virginia under general Robert E. Lee og bragte dermed Lees invasion af Nordstaterne til afslutning.
Efter sin succes i slaget ved Chancellorsville i maj 1863 førte Lee sin hær gennem Shenandoah-dalen i sin anden invasion af Nordstaterne i håb om at nå til Harrisburg eller måske endda Philadelphia og påvirke Unionens politikere til at opgive krigen. Tilskyndet af præsident Abraham Lincoln optog generalmajor Joseph Hooker forfølgelsen med sin hær, men han blev afløst som hærchef af general Meade tre dage inden slaget.
De to hære indledte slaget ved Gettysburg den 1. juli 1863, og Lee skyndte sig at koncentrere sine styrker der. Ved de lave bakker nordvest for byen blev sydstatshæren først konfronteret med Unionens kavaleridivision, som snart blev forstærket af to infanterikorps. To store konfødererede korps angreb dem fra nordvest og nord og fik de hastigt opstillede unionslinjer til at bryde sammen, og forsvarerne trak sig tilbage gennem byen til bakkerne lige syd for den.
På slagets anden dag var begge hæres hovedstyrker nået frem. Unionens defensive linje lignede en fiskekrog og strakte sig fra Round Top i syd, nordpå langs Cemetery Hill og rundt om Culp's Hill. Lee indledte et kraftigt angreb på Unionens venstre flanke, og der var kraftige kampe ved Little Round Top, Wheatfield, Devil's Den og Peach Orchard. På unionens højre flanke udviklede skinangreb sig til egentlige angreb på Culp's Hill og Cemetery Hill. Unionens styrker holdt stand langs hele linjen trods alvorlige tab.
På slagets tredje dag, 3. juli, blev der kæmpet på Culp's Hill, og der rasede kavalerislag øst og syd for byen. Hovedangrebet, Pickett's Charge, var et dramatisk infanteriangreb med 12.500 konfødererede soldater mod Unionens centrum på Cemetery Ridge. Dette angreb blev slået tilbage med riffel- og artilleriild, og konføderationens hær led store tab. Herefter så Lee ingen anden udvej end at trække sig tilbage til Virginia. De samlede tab i slaget lå på mellem 46.000 og 51.000 døde, sårede, savnede og tilfangetagne.
Samme år i november benyttede præsident Lincoln indvielsen af krigskirkegården i Gettysburg til at ære de faldne og gøre formålet med krigen klart i sin berømte Gettysburg tale

## Optakten til slaget
Kort efter at Army of Northern Virginia havde vundet en klar sejr over Army of the Potomac i slaget ved Chancellorsville (30. april – 6. maj 1863), besluttede Robert E. Lee sig for at foretage en ny invasion af Nordstaterne. Den første havde været den fejlslagne Marylandkampagne i september 1862, der var endt i det blodige slag ved Antietam.
Et sådant træk ville komme på tværs af Unionens planer for sommeren, og kunne måske betyde at Unionen hævede belejringen af Vicksburg ved Mississippifloden. Det ville også give den konfødererede hær mulighed for at leve af overfloden fra de rige gårde i Nordstaterne mens det krigshærgede Virginia fik et pusterum. Hertil kom, at Lees 72.000 mand stærke hær kunne true Philadelphia, Baltimore og Washington D.C. og muligvis styrke den voksende fredsbevægelse i nord.
Den 3. juni begyndte Lees hær at forlægge nordpå fra Fredericksburg i Virginia. For bedre at kunne styre sin hær havde Lee reorganiseret sine to store korps i tre korps. Generalløjtnant James Longstreet beholdt ledelsen af sit 1. Korps. Den afdøde Stonewall Jacksons korps blev overdraget til generalløjtnant Richard S. Ewell og det nye 3. Korps blev tildelt generalløjtnant A.P. Hill. Kavalerikorpset blev ledet af generalløjtnant J.E.B. Stuart.
Unionens hær under generalmajor Joseph Hooker bestod af syv infanterikorps, et kavalerikorps og en artillerireserve, hvilket tilsammen gav en styrke på omkring 94.000 mand. Imidlertid valgte præsident Lincoln at udskifte Hooker med generalmajor George G. Meade, der var fra Pennsylvania, på grund af Hookers nederlag i Slaget ved Chancellorsville og hans forsigtige reaktion på Lees anden invasion af området nord for Potomac-floden.
Det første større slag i kampagnen indtraf den 9. juni hvor kavaleristyrker kom i kamp ved Brandy Station, i nærheden af Culpeper i Virginia. Sydstaternes kavaleri under J.E.B. Stuart blev overrasket og næsten slået på flugt af Unionens 1. Kavalerikorps, men det lykkedes Stuart at holde stand. Slaget, der var det største kavalerislag i krigen viste for første gang, at Unionens kavalerister var jævnbyrdige med deres sydlige modparter.
I midten af juni var Army og Northern Virginia klar til at krydse Potomacfloden og invadere Maryland. Efter at have besejret unionsgarnisonerne i Winchester og Martinsburg, krydsede Ewells 2. Korps floden den 15. juni. Hills og Longstreets korps fulgte den 24. og 25. juni. Hookers hær optog forfølgelsen, men holdt sig hele tiden mellem Lee og Washington. Unionstropperne krydsede Potomac mellem den 25. og 27. juni.
Lee gav strenge ordrer til sin hær om at minimere de negative effekter af invasionen for lokalbefolkningen. Fødevarer, heste og andre forsyninger blev i almindelighed ikke bare rekvireret, selv om kvartermestre der betalte gårdmænd og handlende med konfødererede pengesedler ikke blev godt modtaget. Forskellige byer, ikke mindst York blev pålagt at betale en løsesum for at undgå ødelæggelse. Den nok mest kontroversielle af de konfødereredes handlinger var tilfangetagelsen af 40 sorte fra Nordstaterne. Nogle var undslupne slaver, men de fleste var frie. De blev alle under bevogtning sendt sydpå som slaver.
Den 26. juni besatte enheder fra generalmajor Jubal A. Earlys division fra Ewells Korps byen Gettysburg efter at have bortjaget en nyopstllet milits fra Pennsylvania i en række mindre ildkampe. Early forlangte løsepenge fra byen, men fik ikke indsamlet forsyninger i større stil. Soldater brændte adskillige jernbanevogne og en lukket bro, og de ødelagde nærliggende jernbane- og telegraflinjer. Den følgende morgen fortsatte Early til det nærliggende York County.
I mellemtiden lod Lee i en kontroversiel operation J.E.B. Stuart tage en del af hærens kavaleri og ride rundt om den østlige flanke af Unionens hær. Lees ordrer gav Stuart stor handlefrihed, og begge generaler må dele skylden for kavaleriet lange fravær, og for ikke at have tildelt det resterende kavaleri en mere aktiv rolle. Stuart og hans tre bedste brigader var væk fra hæren i hele den afgørende fase, mens hærene nærmede sig hinanden og i de første to dage af slaget. Den 29. juni var Lees hær spredt ud i en bue fra Chambersburg, 45 km nordvest for Gettysburg til Carlisle 50 km nord for Gettysburg og til i nærheden af Harrisburg og Wrightsville ved Susquehannafloden.
Under en strid om brugen af de styrker, som forsvarede Harpers Ferry tilbød Hooker at træde tilbage, og det blev straks accepteret af præsidenten og den øverstkommanderende general Henry W. Halleck, som søgte efter en undskyldning for at slippe af med ham. De udskiftede ham tidligt om morgenen den 28. juni med generalmajor George G. Meade, som på daværende tidspunkt var chef for V Korps.
Da Lee den 29. juni erfarede, at Army of the Potomac havde overskredet floden af samme navn, beordrede han samling af sine styrker omkring Cashtown, der lå ved den østlige fod af South Mountain 13 km vest for Gettysburg. Mens en del af Hills korps var i Cashtown den 30. juni rykkede en af Hills brigader fra North Carolina under brigadegeneral J. Johnston Pettigrew frem mod Gettysburg. I sine erindringer hævdede generalmajor Henry Heth, Pettigrews divisionschef, at Pettigrew var på udkig efter et stort parti sko i byen, men den forklaring kan være fabrikeret efterfølgende for at bortforklare en alt for stærk rekognosceringsstyrke.
Da Pettigrews tropper nærmede sig Gettysburg den 30. juni bemærkede de at unionskavaleri under brigadegeneral John Buford nærmede sig sydfra, og Pettigrew returnerede til Cashtown uden at angribe dem. Da Pettigrew fortalte Hill og Heth om hvad han havde observeret, troede ingen af dem at der var en større Unionsstyrke i nærheden af byen og havde mistanke om at der blot havde været tale om militssoldater fra Pennsylvania. Trods general Lees ordre om at undgå større slag før hans hær var samlet besluttede Hill at sende en større rekognosceringsstyrke af sted den følgende morgen for at finde ud af størrelsen og styrken af fjendens styrke foran hans front. Omkring kl. 5 om morgenen onsdag den 1. juli drog to brigader fra Heths division til Gettysburg.

## Slagets første dag
General Buford indså vigtigheden af det højereliggende terræn lige syd for Gettysburg da han var klar over, at hvis de konfødererede fik kontrollen over højderne ville Meades hær få svært ved at fjerne dem derfra. Han besluttede at bruge tre bakker vest for Gettysburg: Herr Ridge, McPherson Ridge og Seminary Ridge (nævnt fra vest mod øst i retning af byen). Disse var velegnet terræn til at udkæmpe et forsinkelsesslag med hans lille division mod de større konfødererede infanteristyrker, og dermed vinde tid så det efterfølgende unionsinfanteri kunne nå at etablere stærke forsvarsstillinger syd på byen på Cemetery Hill, Cemetery Ridge og Culp's Hill.
Heths division rykkede frem med to brigader forrest. De var under ledelse af brigadegeneralerne James J. Archer og Joseph R. Davis. De rykkede østpå i kolonner langs landevejen Chambersburg Pike. Omkring klokken 7.30 om morgenen stødte Heths 2 brigader ca. 5 km vest for byen på let modstand fra beredne forposter af unionskavaleri, og formerede linje. Ifølge overleveringen blev unionstroppernes første skud affyret af løjtnant Marcellus Jones. I 1886 vendte løjtnant Jones tilbage til Gettysburg for at markere stedet hvor han affyrede det første skud med et monument. Efterhånden nåede Heths mænd frem til afsiddede tropper fra oberst William Gambles kavaleribrigade, som ydede indædt modstand og trak tiden ud ved at beskyde de konfødererede fra deres skjul bag hegnspæle med deres bagladekarabiner. Omkring kl. 10.20 havde de konfødererede trængt Unionens kavalerister tilbage til øst for McPhersons Ridge, da fortroppen af I Korps (Generalmajor John F. Reynolds) endelig ankom.
Nord for landevejen opnåede Davis en midlertidig succes mod brigadegeneral Lysander Cutlers brigade, men blev slået tilbage med store tab i en kamp ved en ufærdig jernbanestrækning, der var ved at gennemskære bakken. Syd for landevejen angreb Archers brigade gennem Herbst Woods (også kendt som McPhersons Woods). Unionens Iron Brigade under brigadegeneral Solomon Meredith havde i starten overtaget mod Archer og tog flere hundrede mand til fange, herunder Archer selv.
Mens general Reynolds tidligt i kampen dirigerede tropper og artilleri på plads lige øst for skoven, blev han ramt af en kugle, som ramte ham bag højre øre, og han faldt død af sin hest. Generalmajor Abner Doubleday overtog kommandoen. Kampen i området ved Chambersburg Pike varede indtil omkring kl. 12.30. Den blev genoptaget omkring kl. 14.30 med hele Heths division indsat, dvs. også med Pettigrews og oberst John M. Brockenbroughs brigader.
Da Pettigrews brigade fra North Carolina kom ind på linjen angreb de det 19. Indiana-regiment i flanken og drev Iron Brigaden tilbage. Det 26. North Carolina-regiment, det største regiment i hæren med 839 mand havde store tab, og sluttede den første dags kampe med omkring 212 mand. Ved slutningen af de tre dages kampe havde de 152 kampklare mænd tilbage. Det var den højeste tabsprocent for noget regiment i såvel nord som syd. Ganske langsomt blev Iron Brigade presset ud af skovene mod Seminary Ridge. Hill lod generalmajor William Dorsey Pender's division slutte sig til angrebet, og I Korps blev drevet tilbage gennem området ved det Lutheranske Teologiske Seminarium og gennem Gettysburgs gader.
Mens kampen mod vest var i gang drejede to divisioner fra Ewells Andet Korps, som i overensstemmelse med Lees ordre om at samles ved Cashtown var på vej vestpå, mod syd på Carlisle og Harrisburg vejene mod Gettysburg, mens Unionens XI Korps (under generalmajor Oliver O. Howard) havde fuld fart på nordpå langs Baltimore Pike og Taneytown Road. Tidligt om eftermiddagen strakte Unionens linje sig i en halvcirkel vest, nord og nordøst for Gettysburg.
Der var imidlertid ikke tilstrækkeligt mange Unionstropper. Cutler, som var indsat nord for Chambersburg Pike, var fuldstændig ubeskyttet på sin højre flanke. XI Korps division længst mod venstre kunne ikke nå at blive indsat i tide til at forstærke linjen, så Doubleday var tvunget til at indsætte reservebrigader for at redde sin linje. En af disse brigader var under brigadegeneral Thomas A. Rowley, hvis brigade bestod af 121., 142., og 151. Pennsylvania-infanteriregiment samt 80. New York-infanteriregiment.
Omkring kl. 14 angreb og udflankede Andet Korps divisioner under generalmajorerne Robert E. Rodes og Jubal Early de stillinger som blev holdt af Unionens I og XI korps nord og nordvest for byen. Brigaderne under oberst Edward A. O'Neal og brigadegeneral Alfred Iverson led store tab under angrebet på brigadegeneral John C. Robinsons division i første korps syd for Oak Hill. Earlys division drog fordel af en fejltagelse, som blev begået af brigadegeneral Francis C. Barlow, da han rykkede sin division fra XI Korps frem til Blocher's Knoll (direkte nord for byen og nu kendt som Barlow's Knoll); denne stilling udgjorde et frontfremspring i korpsets linje, modtagelig for angreb fra flere sider, og Earlys tropper løb hans division, der udgjorde højre flanke af Unionshærens stilling, over ende. Barlow blev såret og taget til fange under angrebet.
Da Unionens stillinger brød sammen både nord og vest for byen beordrede general Howard en tilbagetrækning til højdedragene syd for byen på Cemetery Hill, hvor han havde efterladt brigadegeneral Adolph von Steinwehrs division som reserve. Generalmajor Winfield S. Hancock overtog kommandoen over slagmarken efter at være blevet sendt dertil af Meade, da han hørte at Reynolds var blevet dræbt. Hancock var chef for II Korps og hans mest betroede underordnede. Han havde ordre til at tage kommandoen på slagmarken og afgøre om Gettysburg var et passende sted at udkæmpe et større slag. Hancock fortalte Howard, som teknisk set var hans overordnede i rang: "Jeg tror, at dette fra naturens hånd er den stærkeste stilling jeg nogensinde har set". Da Howard erklærede sig enig konkluderede Hancock diskussion "Udmærket sir, jeg vælger dette som slagmark". Hancocks beslutsomhed havde en positiv effekt på de retirerende troppers moral, men havde ikke nogen direkte taktisk betydning på slagets første dag.
General Lee var fuldt ud klar over de defensive muligheder, der åbnede sig for unionshæren, hvis den besluttede sig for at forsvare det højereliggende terræn. Han sendte ordre til Ewell om at Cemetery Hill skulle tages, hvis "det lader sig udføre". Ewell valgte ikke at forsøge at angribe. Denne beslutning betragter historikerne som en stor spildt mulighed.
Den første dag ved Gettysburg har større betydning end blot at være en indledning på de blodige 2. og 3. dage. Det er i sig selv det 23. største slag i borgerkrigen målt på antal indsatte soldater. Omkring en fjerdedel af Meades hær (22.000 mand) og en tredjedel af Lees (27.000) deltog i slaget.

## Slagets anden dag

### Planer og bevægelser
I løbet af aftenen og natten mellem 1. og 2. juli ankom det meste af det resterende infanteri på begge sider til slagmarken, herunder unionens 2., 3., 5., 6., og 12. Korps. Longstreets tredje division (under George Pickett) havde indledt sin march fra Chambersburg om morgenen, men ankom først sidst på dagen den 2. juli.
Unionens linje løb fra Culp's Hill sydøst for byen nordvest til Cemetery Hill lige syd for byen og derefter 3 km sydpå langs Cemetery Ridge og sluttede lige nord for Little Round Top. Det meste af 12. Korps var placeret på Culp's Hill. Resterne af 1. og 11. Korps forsvarede Cemetery Hill; 2. Korps dækkede det meste af den nordlige halvdel af Cemetery Ridge og 3. Korps fik ordre til at tage opstilling på dens flanke. Unionens linje fik et forløb, som lignede en fiskekrog. Den konfødererede linje forløb parallelt med Unionens i en afstand af 1.600 meter langs Seminary ridge, østpå gennem byen og dernæst sydøst på til et punkt overfor Culp's Hill. Unionenshæren havde således fordel af indre linjer, mens den konfødererede linje var næsten 8 km lang.
Lees slagplan for 2. juli gik ud på at Longstreets 1. Korps i det skjulte skulle placere sig, så det kunne angribe unionshærens venstre flanke mod nordøst langs Emmitsburg Road og oprulle den føderale linje. Angrebet skulle indledes af generalmajorne John Bell Hoods og Lafayette McLawss divisioner, efterfulgt af generalmajor Richard H. Andersons division af Hills 3. Korps. Den fremadskridende sekvens af angrebet skulle forhindre at Meade kunne flytte tropper fra centrum til sin venstre fløj. Samtidig skulle generalmajor Edward Johnsons og Jubal A. Earlys divisioner fra 2. Korps gennemføre et skinangreb på Unionens højre fløj mod Culp's og Cemetery Hill (igen for at undgå at unionstropper blev flyttet ud på venstre fløj), og hvis lejlighed bød sig skulle skinangrebet udvikles til et helhjertet angreb.
Lees plan byggede imidlertid på mangelfulde efterretninger, som blev forværret af Stuarts fortsatte fravær fra slagmarken. I stedet for at rykke forbi Unionens venstre flanke og angribe dem i siden stødte Longstreets venstre division, under McLaws, direkte ind i generalmajor Daniel Sickless 3. Korps. Sickles var utilfreds med den placering han var blevet tildelt på den sydlige ende af Cemetery Ridge. Han kunne se højereliggende terræn 800 meter vestpå og flyttede sit korps frem hertil – uden at have fået ordre til det. Området omkring Emmitsburg Road var en anelse højere og den nye linje forløb gennem et område der kaldtes Devil's Den (djævelens hule) nordpå til Sherfy-farmens ferskenlund (Peach Orchard) og videre nordøst på langs Emmitsburg Road til syd for Codori-farmen. Dette skabte et frontfremspring, som var umuligt at forsvare ved Peach Orchard. Brigadegeneral Andrew A. Humphreyss division (i stilling langs Emmitsburg Road) og generalmajor David B. Birneys division (mod syd) blev udsat for angreb fra to sider og spredt ud over en længere front end deres små korps i praksis kunne forsvare.
Longstreets angreb skulle indledes så snart det var praktisk muligt. Longstreet fik imidlertid tilladelse af Lee til at vente på at en af hans brigader ankom, og mens hans tropper marcherede frem til deres tildelte positioner kunne de pludselig se en signalstation for Unionen på Little Round Top. De marcherede en omvej for ikke at blive opdaget, og spildte meget tid, så Hoods og McLawss divisioner indledte ikke deres angreb før lige efter henholdsvis kl. 16 og 17.

### Angreb på Unionens venstre flanke
Da Longstreets divisioner stødte ind i Unionens 3. Korps blev Meade tvunget til at sende 20.000 forstærkninger i for af hele 5. Korps, brigadegeneral John C. Caldwells division fra 2. Korps, det meste af 12. Korps og mindre dele af det netop ankomne 6. Korps. Det konfødererede angreb afveg fra Lees plan idet Hoods division fulgte en mere østlig retning end planlagt, hvorved den mistede følingen med Emmitsburg Road, da den angreb Devil's Den og Little Round Top. McLaws, der angreb til venstre for Hood, satte gentagne angreb ind mod det vidtspredte 3. Korps i Wheatfield og overvældede dem i Sherfys Peach Orchard. McLaws angreb nåede til sidst til Plum Run Valley ("Dødens dal") inden det blev slået tilbage af Pennsylvanias Reserver Divisionen fra 5. Korps, der rykkede ned fra Little Round Top. 3. Korps blev så godt som elimineret som kampenhed i slaget, og Sickles' ben blev amputeret efter at være ramt af en kanonkugle. Caldwells division blev nedkæmpet enhed for enhed i Wheatfield. Andersons angreb til venstre for McLaws startede omkring kl. 18 og nåede til toppen af Cemetery Ridge, men de kunne ikke holde stillingen under et modangreb fra 2. Korps, herunder et næsten selvmorderisk modangreb fra 1. Minnesota-regiment mod en konfødereret brigade, efter ordre fra en desperat Hancock.
Mens kampen rasede i Wheatfield og Devil's Den, var oberst Strong Vincent i en prekær situation på Little Round Top, en vigtig bakketop yderst på Unionens venstre fløj. Hans brigade af fire forholdsvis små regimenter holdt stand mod gentagne angreb fra brigadegeneral Evander M. Laws brigade i Hoods division. Meades øverste ingeniør, brigadegeneral Gouverneur K. Warren, havde indset hvor vigtig denne stilling var, og havde sendt Vincents brigade, et artilleribatteri og 140. New York-regimentet af sted, og de besatte Little Round Top få minutter inden Hoods tropper nåede frem. Forsvaret af Little Round Top med et bajonetangreb udført af 20. Maine-regimentet blev en af de mest sagnomspundne episoder i borgerkrigen, og sikrede oberst Joshua L. Chamberlain berømmelse efter krigen.

### Angreb på Unionens højre flanke
Omkring kl. 19 kom 2. Korps' angreb mod Culp's Hill ved Johnsons division endelig i gang. De fleste af forsvarerne på bakken, 12. Korps, var blevet sendt ud på venstre flanke for at forsvare mod Longstreets angreb, og den eneste del af korpset, som var blevet tilbage var en brigade af newyorkere under brigadegeneral George S. Greene. Da Greene havde insisteret på at der skulle opbygges stærke forsvarsværker, og da der kom forstærkninger fra 1. og 11. Korps kunne Greenes mænd holde de konfødererede angribere stangen, selv om de erobrede en del af de stillinger, som de fødererede styrker havde opgivet på den nedre del af Culp's Hill.
Lige efter mørkets frembrud angreb Jubal Early's brigader Unionens 11, Korps på den østlige del af Cemetery Hill, hvor oberst Andrew L. Harris fra 2. brigade i 1. Division kom under et tilintetgørende angreb og mistede halvdelen af sine mænd. Early undlod at støtte sine brigader i angrebet, og Ewells resterende division under generalmajor Robert E. Rodes undlod at støtte Earlys angreb ved at rykke frem mod Cemetery Hill vestfra. Unionshærens interne linjer gjorde det muligt for dens ledere hurtigt at flytte tropper til kritiske områder, og med forstærkninger fra 2. Korps fastholdt Unionens styrker deres besiddelse af den østlige del af Cemetery Hill, og Earlys brigader blev tvunget til at trække sig tilbage.
J.E.B. Stuart og hans tre kavaleribrigader ankom til Gettysburg omkring middag, men spillede ingen rolle i 2. dagens slag. Brigadegeneral Wade Hamptons brigade udkæmpede en mindre fægtning med George A. Custers Michigan kavaleri nær Hunterstown nordøst for Gettysburg.

## Slagets tredje dag
General Lee ønskede at genoptage angrebet fredag den 3. juli med den samme grundlæggende plan som dagen før: Longstreet skulle angribe Unionens venstre fløj, mens Ewell angreb Culp's Hill. Inden Longstreet var klar indledte Unionens 12. Korps ved daggry et artilleribombardement mod de konfødererede på Culp's Hill med henblik på at generobre deres tabte stillinger. De konfødererede angreb, og den anden kamp om Culp's Hill sluttede omkring kl. 11 efter 7 timers bitre kampe.
Lee var tvunget til at ændre sine planer. Longstreet skulle lede Picketts division fra Virginia fra sit eget 1. Korps foruden 6 brigader fra Hills Korps i et angreb mod Unionens 2. Korps i centrum af linjen ved Cemetery Ridge. Forud for angrebet skulle alle de kanoner konføderationen kunne skaffe indsættes i et bombardement med det formål at svække fjendens linje.
Omkring kl. 13 indledte mellem 150 og 170 konfødererede kanoner et artilleribombardement, som formentlig var det største i krigen. For at spare værdifuld ammunition til det infanteriangreb, som de vidste ville følge, undlod Unionshærens artilleri første omgang at besvare ilden. Efter at have ventet omkring et kvarter indledtes skydningen fra omkring 80 unionskanoner. Sydstatshæren havde en kritisk mangel på ammunition og kanonaden havde ikke større effekt på Unionens stillinger. Omkring kl. 15 ebbede kanonilden ud, og 12.500 sydstatssoldater trådte frem fra skovlinjen og rykkede 1200 meter frem mod Cemetery Ridge i det som er kendt som "Pickett's Charge". Mens de konfødererede nærmede sig var der en kraftig artilleribeskydning fra siden fra Unionsstillinger på Cemetery Hill og nord for Little Round Top, foruden beskydning med musketter og kardæsker fra 2. Korps. Næsten halvdelen af angriberne nåede ikke tilbage til egne linjer. Selv om Unionens linje vaklede og midlertidig blev brudt ved en forskydning, der kaldes "The Angle" i et lavt stengærde lige nord for en markant gruppe træer, kom der straks forstærkninger og det konfødererede angreb blev slået tilbage.
Der var to større kavalerislag den 3. juli. Stuart blev sendt af sted for at bevogte konføderationens venstre flanke og skulle være klar til at udnytte enhver succes, som infanteriet måtte opnå på Cemetery Hill ved at omgå Unionens højre flanke og angribe dens træn og kommunikationslinjer. 5 km øst for Gettysburg i et område mellem vejene til York og Hanover stødte Stuarts styrker sammen med unionskavaleri fra brigadegeneral David McM. Greggs division og George A. Custers brigade. Der fulgte et langtrukkent slag til hest, herunder mand-til-mand kampe på sabler. Custers angreb med 1. Michigan kavaleriregimentet tog brodden af Wade Hamptons brigade, og blokerede Stuart fra at nå sine mål i Unionens bagområde. Efter i mellemtiden at have hørt nyheden om dagens sejr indledte brigadegeneral Hugh J. Kilpatrick et kavaleriangreb mod infanteristillinger, der blev holdt af Longstreets korps sydvest for Big Round Top. Brigadegeneral Elon J. Farnsworth protesterede mod det nytteløse i et sådant angreb, men adlød sine ordrer. Farnsworth blev dræbt i angrebet, og hans brigade led betydelige tab.

## Efterspil

### Det konfødererede tilbagetog
Hærene stod overfor hinanden den 4. juli, samme dag som Belejringen af Vicksburg sluttede med, at dens garnison overgav sig til generalmajor Ulysses S. Grant. Lee lod sine tropper indtage en defensiv stilling i håb om at Meade ville angribe. Den forsigtige hærfører fra Unionen valgte dog ikke at tage chancen, hvilket han senere fik kritik for. Han indledte en række små forsøgsvise angreb, herunder at sende regulære styrker et par kilometer frem mod højre side af konføderationens linjer, men de trak sig tilbage under artilleribeskydning og Meade besluttede ikke at gøre mere ved angrebet. En række skarpe skudvekslinger mellem de to hære forposter føjede blot navne til tabslisterne. Midt på eftermiddagen var skydningen ved Gettysburg stort set ophørt, og begge hære begyndte at indsamle de resterende sårede og begrave nogle af de døde. Et forslag fra Lee om at udveksle fanger blev afvist af Meade.
I drivende regn forlod hovedparten af Army of Northern Virginia Gettysburg den 5. juli ad Hagerstown Road. Slaget ved Gettysburg var slut og de konfødererede vendte tilbage mod Virginia. Meades hær fulgte efter, om end forfølgelsen var halvhjertet. Potomacfloden, som svulmede efter regnvejret, holdt Lees hær fanget på den nordlige bred i et stykke tid, men da Unionshæren endelig nåede frem, havde de konfødererede overskredet floden. Gettysburg kampagnen blev afsluttet med slaget ved Williamsport den 14. juli, hvor Lees bagtrop kom i kamp. Ved den lejlighed blev general Pettigrew dødeligt såret.
I et kort brev til generalmajor Henry W. Halleck, den 7. juli, skrev Lincoln om de to store sejre til Unionen ved Gettysburg og Vicksburg. Han fortsatte:
| Citat | Hvis general Meade nu kan afslutte det arbejde, som så glorværdigt er udført indtil nu, ved bogstavelig eller betydelig ødelæggelse af Lees hær, vil oprøret være overstået. | Citat |
|       | |       |

Halleck viderebragte indholdet af Lincolns brev i et telegram til Meade. Trods gentagne appeller fra Lincoln og Halleck i den følgende uge, forfulgte Meade ikke Lees hær tilstrækkeligt aggressivt til at kunne ødelægge den inden den krydsede tilbage over Potomacfloden og kom i sikkerhed i Syden. Lincoln beklagede sig til marineminister Gideon Welles over at "vor hær havde krigen i sin hule hånd, og ville ikke lukke den!"

### Reaktioner på nyheden om Unionens sejr
Nyheden om Unionens sejr gik som en løbeild gennem Nordstaterne. En overskrift i The Philadelphia Inquirer lød: "SEJR! WATERLOO OVERGÅET!". Dagbogsskriveren i New York, George Templeton Strong, skrev:

### Effekt på Konføderationen
Konføderationen havde tabt politisk såvel som militært. I de sidste timer af slaget nærmede den konfødererede vicepræsident Alexander Stephens sig Unionens linjer ved Norfolk, Virginia under parlamentærflag. Selv om hans formelle instrukser fra præsident Jefferson Davis havde begrænset hans fuldmagt til at forhandle om fangeudveksling og andre procedurespørgsmål, har historikeren James M. McPherson fremlagt spekulationer om at han havde uformelle mål i retning af at præsentere fredsfølere. Davis havde håbet at Stephens ville nå Washington sydfra mens Lees sejrende hær nærmede sig byen nordfra. Da præsident Lincoln hørte om resultaterne ved Gettysburg afviste han Stephens anmodning om at kunne passere gennem linjerne. Da nyheden nåede London forsvandt ethvert håb, der endnu måtte eksistere, om at de europæiske lande ville anerkende konføderationen. Henry Adams skrev: "Rebellernes katastrofer bliver ikke opvejet af noget håb om succes. Det medgives nu, at ethvert håb om indgriben er ude."
Nogle økonomiske historikere har peget på det faktum, at markedet for konfødererede krigsobligationer faldt brat efter nederlaget ved Gettysburg og Vicksburg. "Europæiske investorer gav rebellerne omkring 42% chance for at vinde krigen i starten af 1863, før slaget ved Gettysburg. ... Nyheden om hvor alvorlige og bekostelige sydstaternes nederlag ved Gettysburg og Vicksburg var førte til udsalg af sydstatsobligationer, og sandsynligheden for en sejr til syden faldt til 15% ved udgangen af 1863."

### Tab
De to hære havde tilsammen lidt tab på mellem 46.000 og 51.000 mand. Unionens tab blev opgjort til 23.055 (3.155 døde, 14.531 sårede, 5.369 tilfangetagne eller savnede). De konfødererede tab er vanskeligere at beregne. Mange forfattere nævner et tal på omkring 28.000, men Busey og Martins endelige værk fra 2005, Regimental Strengths and Losses, dokumenterer tab på 23.231 (4.708 døde, 12.693 sårede, 5.830 tilfangetagne eller savnede). Tabene på begge sider i hele kampagnen var 57.225. Der er et dokumenteret civilt dødsfald under slaget: 20-årige Ginnie Wade blev ramt af en vildfaren kugle, som passerede gennem hendes køkken i byen mens hun lavede brød.
Næsten 8.000 var blevet dræbt på stedet. Ligene lå ude i den varme sommersol og måtte begraves hurtigt. Over 3.000 døde heste blev brændt i dynger syd for byen. Folk i byen blev syge af stanken. Krigens ødelæggelser kunne stadig ses i Gettysburg mere end 4 måneder senere da krigskirkegården blev indviet den 19. november. Under ceremonien lykkedes det præsident Abraham Lincoln i sin korte Gettysburg tale at bringe Unionen en ny forståelse af hvad krigens formål var.
I dag vedligeholdes slagmarken og krigskirkegården af National Park Service som to af USAs mest respekterede historiske steder. På slagmarken er der over 1.400 monumenter. Der er flere museer og guidede ture foruden utallige souvenirbutikker i byen.

## Historisk vurdering

### Vurdering af Lees lederstil
Gennem hele kampagnen lod det til at Lee mente, at hans tropper var uovervindelige. De fleste af Lees oplevelser med hæren havde overbevist ham om det, herunder den store sejr ved Chancellorsville i starten af maj, og unionssoldaternes flugt ved Gettysburg den 1. juli. Selv om høj moral spiller en vigtig rolle i militære sejre, når andre forhold er lige, kunne Lee ikke tøjle sin hærs ønske om at kæmpe. Til de uheldige virkninger af deres fælles blinde tro på sejr kom det faktum, at Army of Northern Virginia havde mange nye og uerfarne ledere (hverken Hill eller Ewell havde, selv om de var dygtige ledere, tidligere ført et helt korps). Hæren havde nylig mistet general Stonewall Jackson, en af dens dygtigste offensive generaler. Også Lees metode med at udstikke generelle ordrer og overlade det til sine underordnede at klare detaljerne bidrog til hans nederlag. Selv om denne metode kunne have fungeret med Jackson, viste den sig utilstrækkelig når det drejede sig om korpschefer, som ikke var vant til Lees kommandostil. Lee oplevede en dramatisk forskel på at være den som forsvarede til at være angriberen – lange forsyningslinjer, en fjendtligsindet lokalbefolkning samt nødvendigheden af at tvinge fjenden væk fra hans stillinger. Endelig var konføderationen efter den 1. juli ganske enkelt ikke i stand til at koordinere sine angreb. Lee stod overfor en ny og farlig modstander i George Meade og Army of the Potomac levede op til opgaven og kæmpede godt på sit eget territorium.

## Billeder
- "Battle of Gettysburg", L. Prang & Co tryk af maleriet "Hancock på Gettysbug" af Thure de Thulstrup, der viser Picketts Charge. Restaurering af Adam Cuerden
- I Lincoln Memorial i Washington DC, kan man se uddrag af nogle Lincolns taler, blandt andre hele teksten til Gettysburg-talen.
- Udsigt over Gettysburg fra Oak Ridge, hvor en af slagets første og mest blodige kampe blev udkæmpet. 1.400 sydstatssoldater blev dræbt på under 20 minutter.
- I dette stenhus, ejet af politikeren Thaddeus Stevens og beboet af "Enken Thompson", havde Robert E. Lee hovedkvarter på slagets anden dag.
- Little Round Top, hvor nogle af de hårdeste kampe blev udkæmpet på slagets anden dag.
- Også ved Devil's Den lige neden for Little Round Top blev der kæmpet hårdt.
- Efter slaget var åen lige overfor Devil's Den, der løber mellem klipperne på billedet, så fyldt med lig, at den fik navnet "Slaughter Pen".
- Endnu en af andendagens kendte slagmarker, The Wheatfield, der dengang faktisk var en hvedemark.
- Området nedenfor Little Round Top og Round Top (som ses midt i billedet), blev efter krigen kendt som "Valley of Death".
- Virginia Monument med statuen af Robert E. Lee ved Seminary Ridge. Herfra udgik Pickett's Charge.
- Et blik fra Virginia Monument mod "The Copse of Trees" ved "The Angle" på Cemetary Ridge. Dette var målet for Pickett's Charge. Sydstatstropperne skulle angribe ca. 1.300 meter op ad bakke, krydse en vej og forcere fire hegn, mens nordstatstropperne lå i dækning bag en stenmur.

## Yderligere læsning
- Fremantle, Arthur J. L., The Fremantle Diary: A Journal of the Confederacy (Walter Lord, ed.), Burford Books, 1954, (genoptrykt 2002), ISBN 1-58080-085-8.
- Gottfried, Bradley M., The Maps of Gettysburg: An Atlas of the Gettysburg Campaign, June 3 – June 13, 1863, Savas Beatie, 2007, ISBN 978-1-932714-30-2.
- Haskell, Frank Aretas, The Battle of Gettysburg, Kessinger Publishing, 2006, ISBN 978-1-4286-6012-0.
- Huntington, Tom, Pennsylvania Civil War Trails: The Guide to Battle Sites, Monuments, Museums and Towns, Stackpole books, 2007, ISBN 978-0-8117-3379-3.
- Paris, Louis-Philippe-Albert d'Orléans, The Battle of Gettysburg: A History of the Civil War in America, 1886, (online version by Digital Scanning, Inc., 1999), ISBN 1-58218-066-0.
- Shaara, Michael, The Killer Angels: A Novel, David McKay Co., 1974, (genoptrykt af Ballantine Books, 2001), ISBN 978-0-345-44412-7.
- Stackpole, Gen. Edward J., "They Met at Gettysburg", Stackpole Books, 1956, ISBN 0-8117-2089-6.